# جوانا بورن
جوانا بورن (بالإنجليزية: Joanna Bourne)‏ (1900)؛ مؤلفة وروائية أمريكية. درست في جامعة جورجتاون.